# Zinnowitz
Zinnowitz ist ein Ostseebad auf der Insel Usedom im Landkreis Vorpommern-Greifswald in Mecklenburg-Vorpommern. Im Ort befindet sich der Verwaltungssitz des Amtes Usedom-Nord, dem weitere vier Gemeinden angehören. Zinnowitz ist nach Swinemünde in der polnischen Woiwodschaft Westpommern und Heringsdorf die größte Gemeinde auf Usedom. Der Ort bildet in der Raumplanung für seine Umgebung ein Grundzentrum.

## Geographie

### Geographische Lage
Zinnowitz liegt im Nordwesten Usedoms am nördlichen Ende einer etwa ein bis zwei Kilometer breiten Landzunge zwischen Achterwasser und Pommerscher Bucht. Die Entfernung zur Stadt Wolgast im Westen beträgt etwa zwölf Kilometer.
Die Umgebung ist gekennzeichnet von den ausgedehnten Küstendünen in Richtung Westen bis Trassenheide und im Osten bis Zempin, in deren Mitte ein Abzweig nach Süden zum Achterwasser führt.

### Klima
Zinnowitz war in der Referenzperiode 1961–1990 mit durchschnittlich 1917 Sonnenstunden pro Jahr der sonnigste Ort Deutschlands und ist es vermutlich immer noch.

### Gemeindegliederung
Die Gemeinde Zinnowitz hat keine Ortsteile.

### Nachbargemeinden
Nachbargemeinden sind im Uhrzeigersinn Zempin, Lütow, Krummin, Mölschow und Trassenheide.

## Geschichte

### Mittelalter
Südlich der heutigen Ortschaft Zinnowitz befand sich 1305 die Siedlung „Tzys“, später auch „Zitz“ genannt. 1309 wurde der Ort in einer Bestätigungsurkunde des Herzogs Bogislaw IV. für die Besitzungen des Klosters Krummin auf der Insel Usedom erwähnt, wobei Zinnowitz wiederum als „Tzys“ genannt wurde. Der slawische Name wird mit „Heu“ gedeutet.
In Zitz befand sich eine der Himmelskönigin Maria geweihte Kapelle, die in Urkunden 1495 und 1496 genannt ist. Verbunden mit der Kapelle waren Bräuche der heimischen Bauern, die am Dreikönigstag Lichter zu der Kapelle führten. Diese Bräuche und wohl zugleich die Kapelle wurden nach Einführung der Reformation, vor 1560, durch Herzog Philipp I. aufgehoben.

### 1500 bis 1900
Als das Kloster Krummin 1563 aufgelöst wurde, ging die Domäne wieder in den Besitz des Herzogs über. Im Dreißigjährigen Krieg wurde das Dorf 1638 zerstört; nach Ende des Krieges gehörte die Insel Usedom zu Schwedisch-Pommern. Der alte wendische Name Tzys wurde in Zitz geändert. Nach dem Frieden von Stockholm kam die Domäne Zitz 1720 in preußische Hände und wurde 1751 im Zuge der Neugestaltung der königlichen Domäne in Zinnowitz umbenannt. 1756 entstand das zugehörige Domänenhaus, das älteste Gebäude von Zinnowitz. Der noch bestehende Bau, der sich in der Nähe der Abzweigung von der B 111 zum Gut Neuendorf  auf der Halbinsel Gnitz  befindet, wurde in neuerer Zeit in ein Mehrfamilien-Wohnhaus umgewandelt.
1810 wurde die preußische Domäne Zinnowitz im Rahmen der Stein-Hardenbergschen Reformen parzelliert, woraus das Dorf Zinnowitz entstand. Da der preußische Staat infolge der Napoleonischen Kriege in Finanznöte geraten war, verkaufte er das 1800 Morgen Land umfassende Restgut Zinnowitz am 16. September 1811 für 14.300 Taler an den Geheimen Kommerzienrat Friedrich Wilhelm Krause, einen Kaufmann und Reeder in Swinemünde. Nachdem sich dieser vergeblich bemüht hatte, einen Pächter für die sandige Domäne zu finden, verkaufte er den Gutsbetrieb am 11. Juni 1818 in 29 Parzellen zum Gesamtpreis von 18.000 Talern an Kolonisten und Fischer.
Nach der Verwaltungsreform 1815 kam Zinnowitz zur preußischen Provinz Pommern und gehörte von 1818 bis 1945 zum Landkreis Usedom-Wollin.
1835 war der Ort nur als kleine Haufensiedlung an der Straße Bannemin–Koserow vorhanden, 1,6 km von der Küste entfernt, dort wo sich das Domänenhaus an der Abzweigung zum Gnitz befindet. An der Ostsee war nur die Zinnowitzer Packerei (Heringspackerei) zu finden.
Der nächste große Schritt für Zinnowitz folgte am 16. Juni 1851, als der offizielle Badebetrieb erlaubt wurde („Badekonsens“). 1880 waren am Strand zwei Damen- und ein Herrenbad entstanden, dazu eine Strandhalle, die Seebrücke, eine Rettungsstation und eine Promenade mit Häusern. Die Straße von dort bis zur alten Kernsiedlung war jetzt beidseitig dicht bebaut und auch die Querverbindung zum „Glienberg“ und dem großen „Hotel Belvedere“ bestand.

### Seit 1900

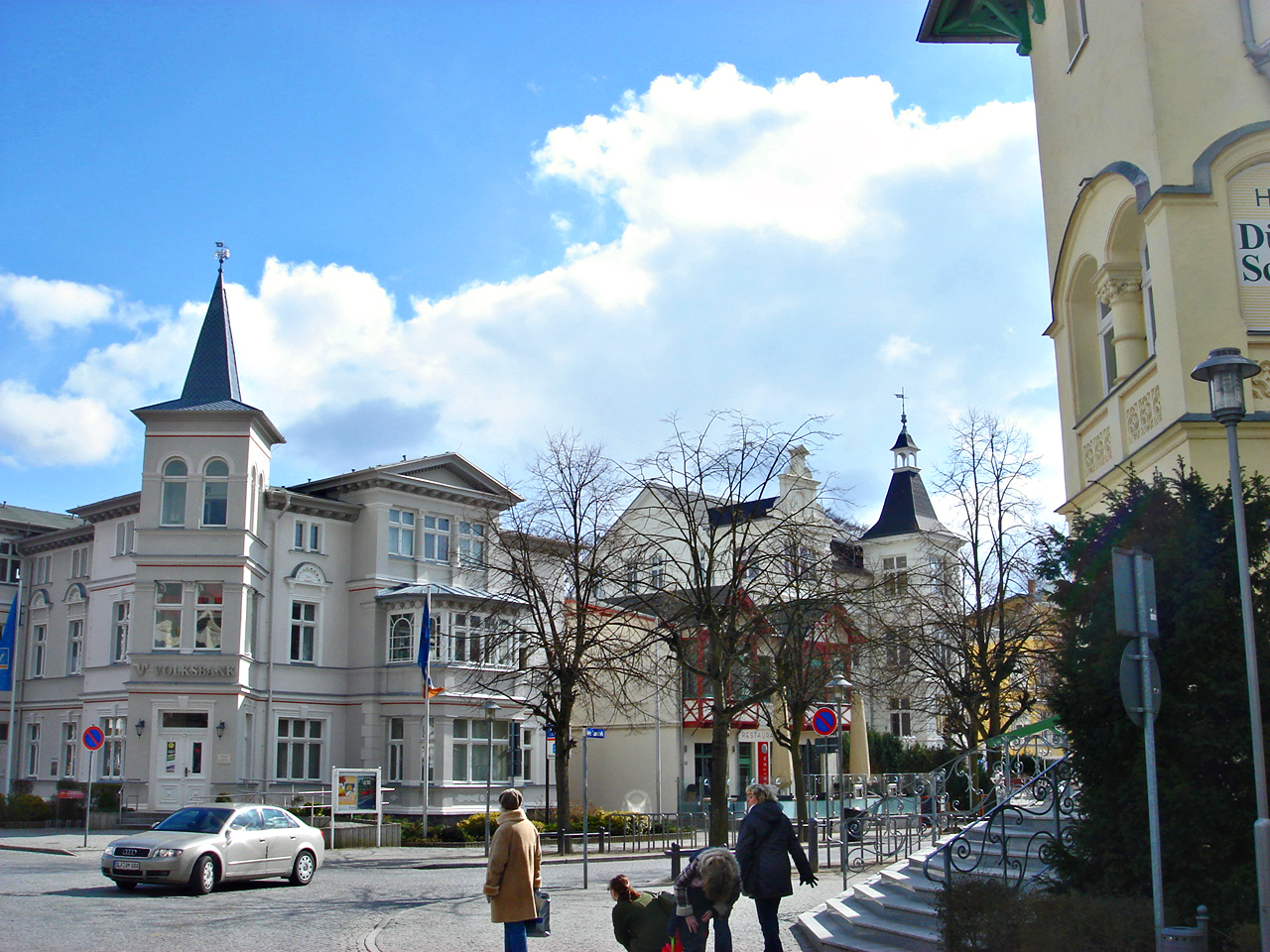
Bäderarchitektur (Neue Strandstraße)

1908 wurde eine hölzerne Seebrücke errichtet und 1909 noch einmal verlängert. Nach dem Ersten Weltkrieg setzte ihr die Witterung stark zu, sie wurde wenig gepflegt und verfiel schließlich. 1993 wurde eine neue Brücke als Beton-Stahl-Holzkonstruktion fertiggestellt. Das historische Brückenhaus wurde dabei nicht wiederhergestellt.
Ab 1911 verdichtete sich die Bebauung, und der Fremdenverkehr nahm nach der Fertigstellung der Bahnverbindung Ducherow–Swinemünde–Heringsdorf und Heringsdorf–Wolgaster Fähre sowie der Verbindung Züssow–Wolgast Hafen sprunghaft zu.
In den 1920er Jahren war Zinnowitz neben Borkum einer derjenigen Badeorte, die am stärksten bemüht waren, Juden fernzuhalten (siehe Bäder-Antisemitismus). So wurde z. B. das Zinnowitzlied geschrieben, in dem eine Zeile lautet: „Und wer da naht vom Stamm Manasse / ist nicht begehrt, / Dem sei’s verwehrt. / Wir mögen keine fremde Rasse! / Fern bleibt der Itz / Von Zinnowitz.“
Im Jahr 1923 hatte das Seebad Zinnowitz 9037 Kurgäste.
Nachdem 1937 die Peenestrombrücke vor Wolgast fertiggestellt war, hätte eigentlich der Fremdenverkehr noch verbessert werden können. Doch 1938 wurde der normale Tourismusbetrieb des Ortes für lange Zeit unterbrochen: Das Sperrgebiet der neugegründeten Heeresversuchsanstalt Peenemünde (HVA) umfasste auch Zinnowitz. Im Wald zwischen Zinnowitz und Zempin sind heute (Stand 2017) noch einige Überreste von Startstellen zur Erprobung der V1 vorhanden, die zwischen 1943 und 1945 in Betrieb waren. Das Sperrgebiet wurde bis Koserow auf dem Streckelsberg ausgeweitet. Gleichzeitig entstand ab Bahnhof Zinnowitz der Bahnabzweig nach Peenemünde, der von der S-Bahn der HVA bedient wurde.

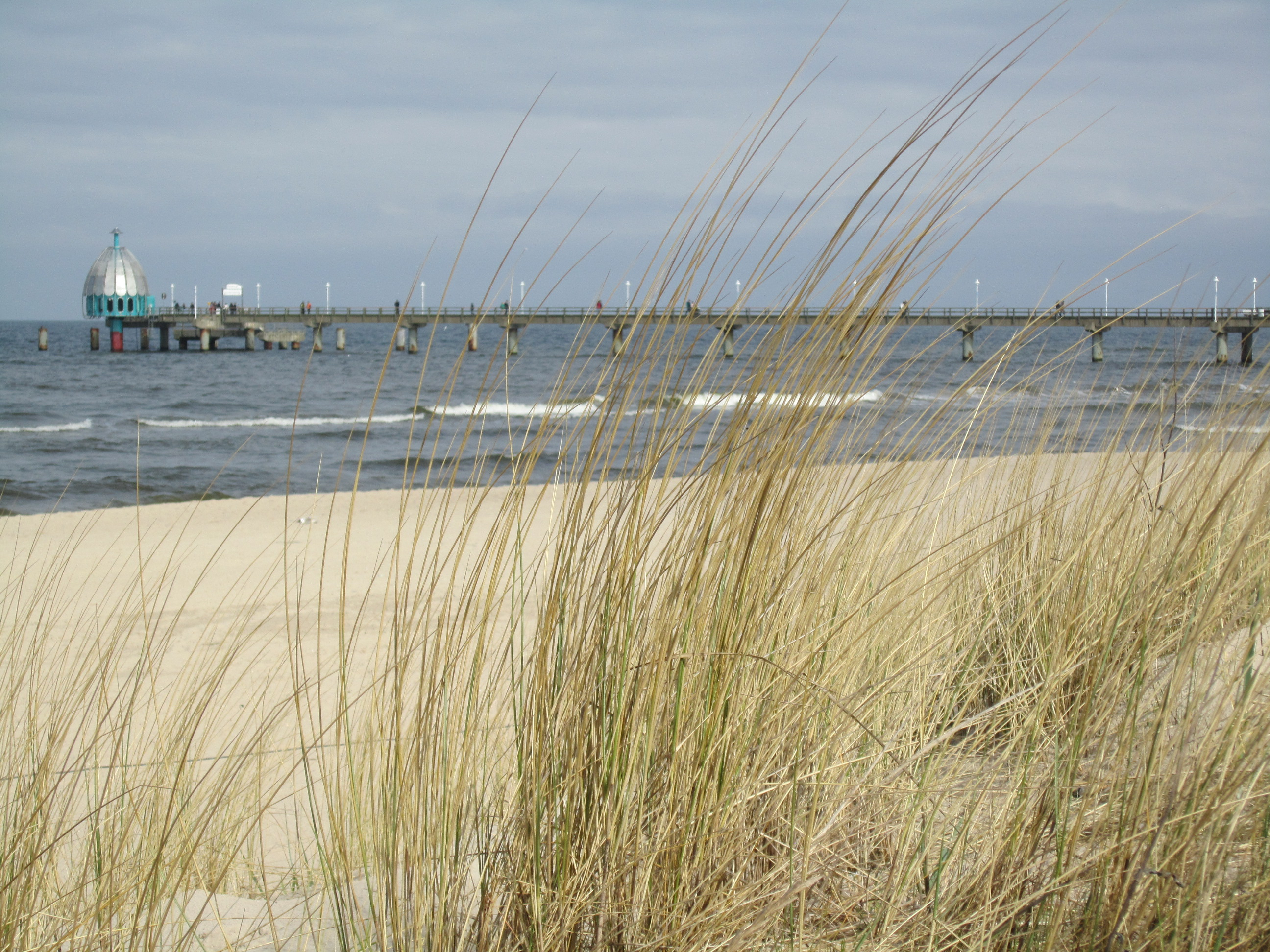
Seebrücke mit Tauchgondel (2014)

In der DDR war Zinnowitz als „Seebad der Werktätigen“ der wichtigste Badeort für den Feriendienst der SDAG Wismut, der sich zahlreiche in der „Aktion Rose“ 1953 enteignete Hotels, Ferienheime und Villen einverleibte. Mitte der 1970er Jahre wurde für die Arbeiter der Wismut AG am nördlichen Ortsrand das Ferienheim „Roter Oktober“ mit Schwimmbad errichtet (heute als „Hotel Baltic“ das größte Hotel auf Usedom). Außerdem gab es im Ort ein FDJ-Ferienheim des Kreises Gardelegen.
In den 1950er Jahren entstanden ebenfalls das große Kulturhaus der Wismut und ein großer Sportkomplex, in dem viele Spitzensportler ihr Trainingslager hatten. Im Sportkomplex sind noch heute Spitzensportler zu Gast, so z. B. Vitali und Wladimir Klitschko mit ihrem Trainer Fritz Sdunek. Das denkmalgeschützte Kulturhaus ist lange Zeit verfallen, seit 2018 entstehen dort Eigentumswohnungen.
1993 wurde die neugestaltete Strandpromenade zugänglich gemacht. 1997 fanden erstmals Vineta-Festspiele auf der Ostseebühne (Freilichtbühne) in Zinnowitz statt, seitdem jährlich. 2006 wurde die Anlage der Tauchgondel am linken Ende der Seebrücke in Betrieb genommen.
Von 1945 bis 1952 gehörte die Gemeinde mit dem nach dem Zweiten Weltkrieg bei Deutschland verbliebenen Teil des Landkreises Usedom-Wollin zum Landkreis Usedom im Land Mecklenburg an, welcher 1952 im Kreis Wolgast im DDR-Bezirk Rostock aufging. Seit 1990 gehört Zinnowitz zum Land Mecklenburg-Vorpommern. 1994 wurde die Gemeinde in den Landkreis Ostvorpommern eingegliedert. Seit der Kreisgebietsreform 2011 liegt sie im Landkreis Vorpommern-Greifswald.

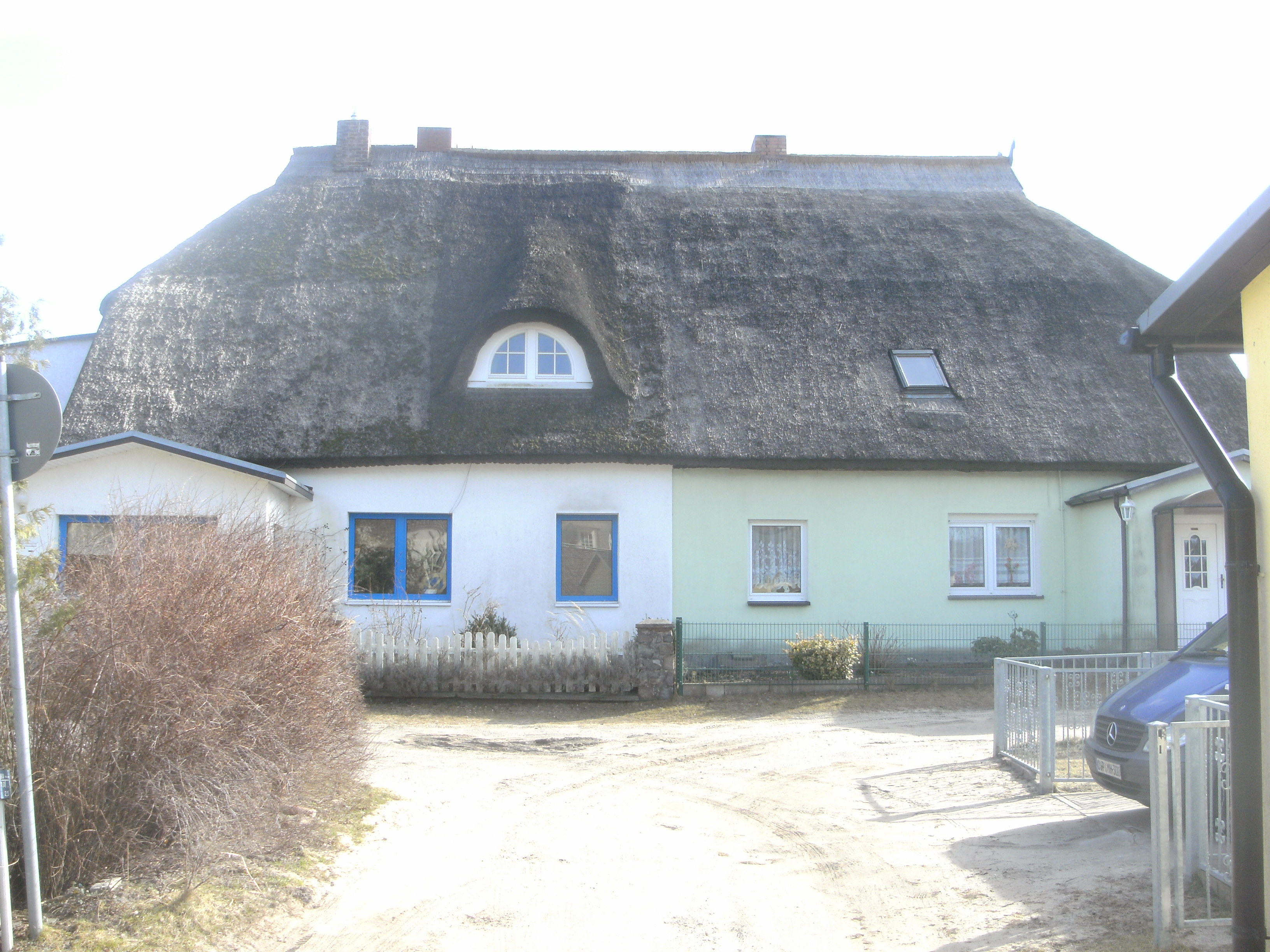
Domänenhaus von 1756, heute Wohnhaus
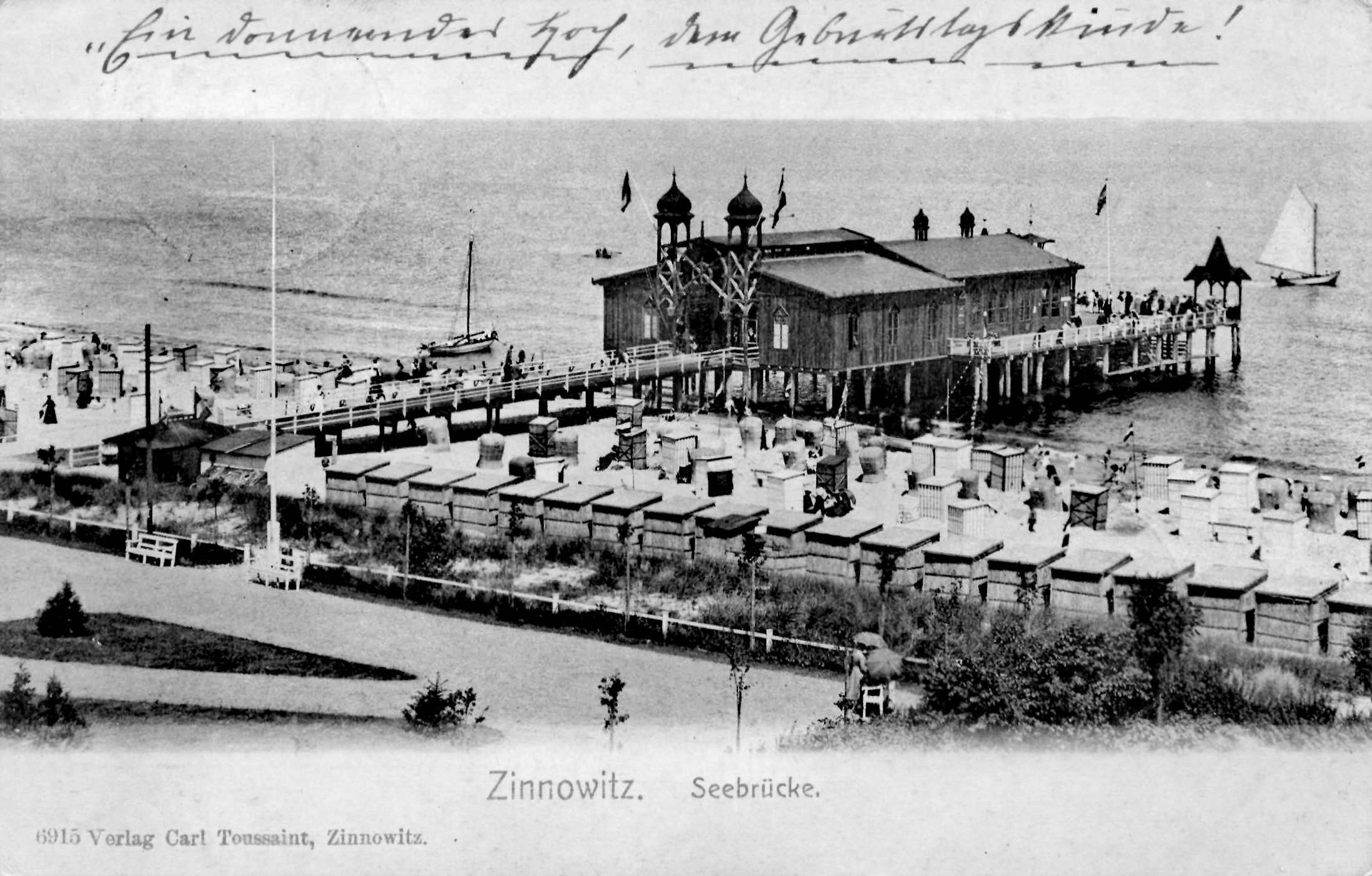
Historische Seebrücke (1906)
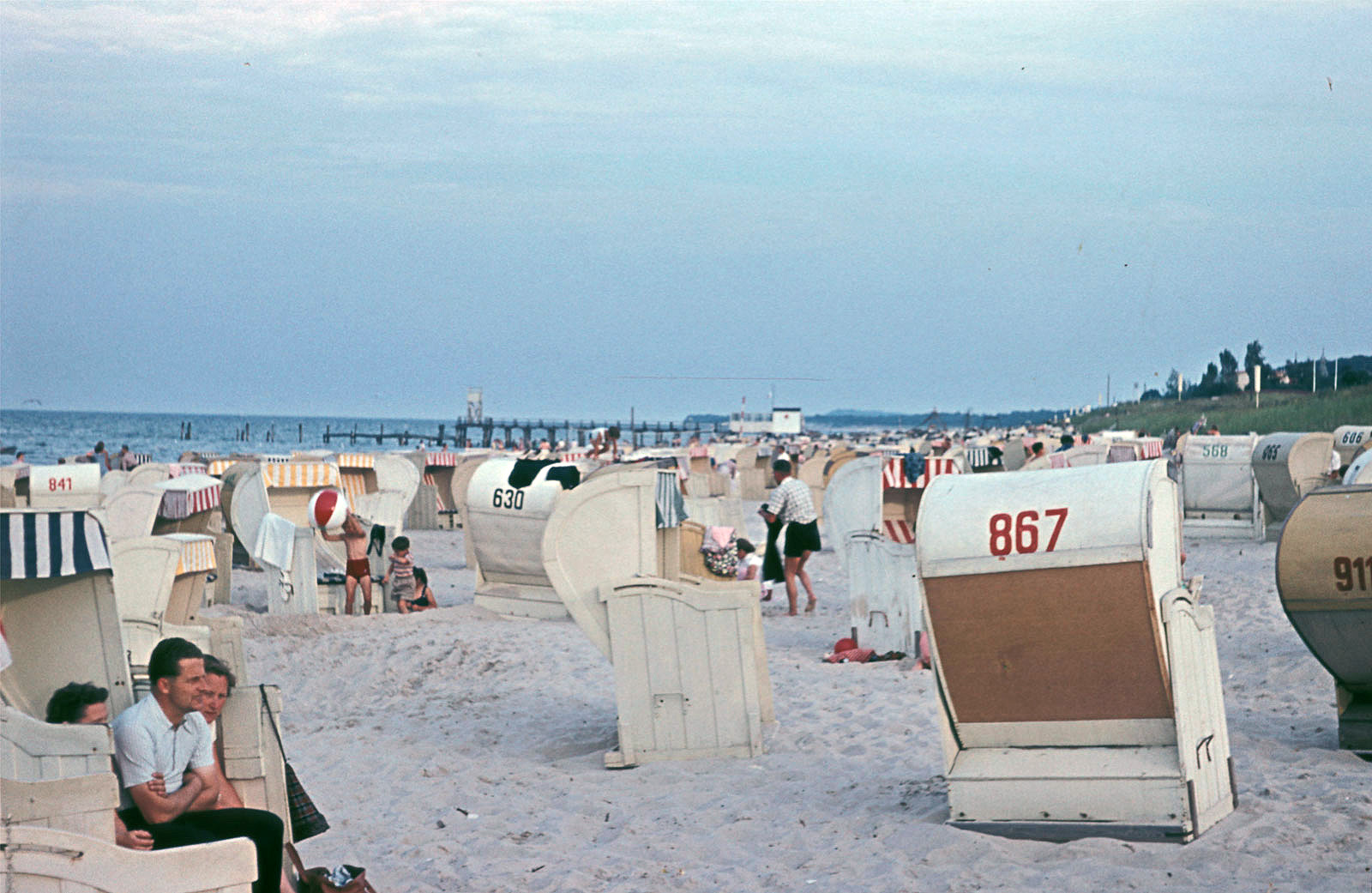
Ostseebad Zinnowitz (1957)
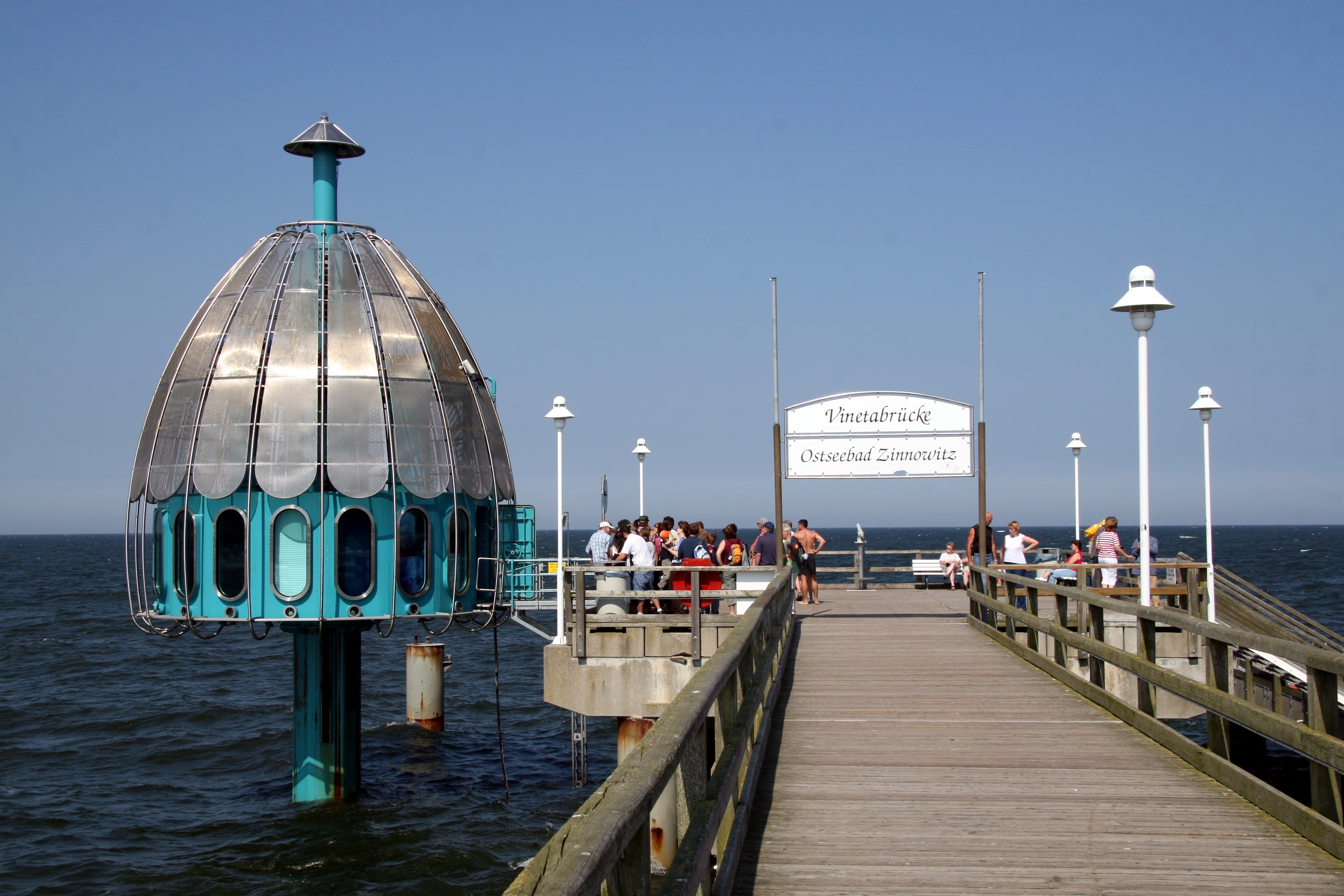
Seebrücke mit Tauchgondel (2007)
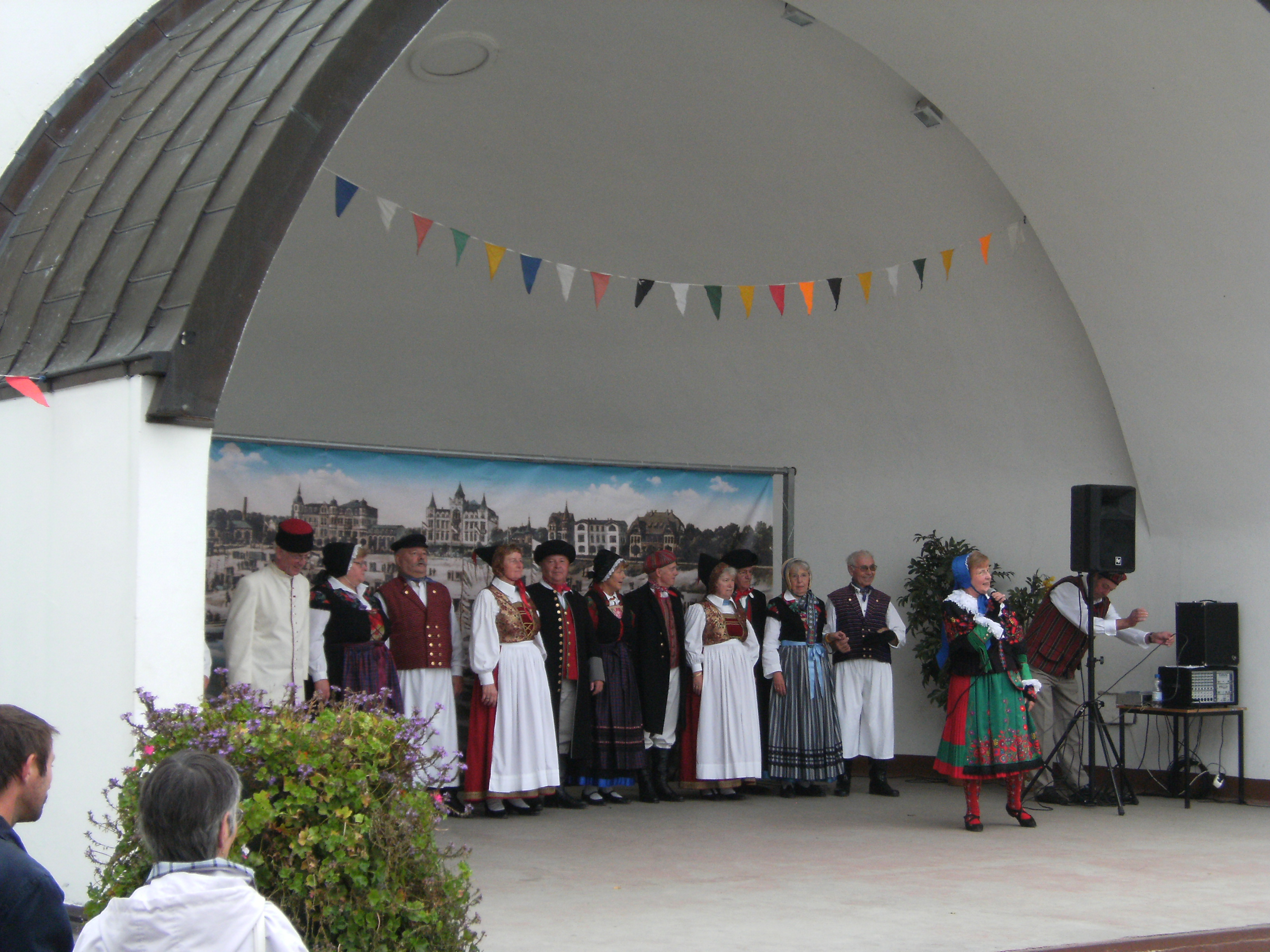
Pommersche Trachtengruppe in der Konzertmuschel

Fischerhaus
Der Wohnplatz Fischerhaus wurde 1906 erstmals im Ortsverzeichnis genannt. Er liegt südöstlich des Ortskernes von Zinnowitz in der Nähe des jetzigen Hafens am Achterwasser. Daneben befand sich vor 1880 auch ein Sägewerk. Fischerhaus ist jetzt in den Ort integriert.
Gartenberg
Gartenberg wurde 1906 im Ortsverzeichnis genannt. Nähere Angaben sind in der Quelle nicht angegeben. Einen Flurname gleicher Bezeichnung gibt es an der Grenze von Zinnowitz zu Zempin. Dort befinden sich abgesondert einige Wohngehöfte. Heute gehört dieser Wohnplatz zu Zempin.

## Bevölkerung
| Jahr | Einwohner |
| ---- | --------- |
| 1822 | 0172      |
| 1905 | 1200      |
| 1925 | 2191      |
| 1933 | 2332      |
| 1939 | 3152      |

| Jahr | Einwohner |
| ---- | --------- |
| 1990 | 4371      |
| 1995 | 3888      |
| 2000 | 3752      |
| 2005 | 3719      |
| 2010 | 3724      |
| 2015 | 3970      |
| 2020 | 4158      |

| Jahr | Einwohner |
| ---- | --------- |
| 2021 | 4168      |
| 2022 | 4194      |
| 2023 | 4200      |

ab 1990: Stand: 31. Dezember des jeweiligen Jahres

## Politik

### Gemeindevertretung
Die Gemeindevertretung von Zinnowitz besteht aus 14 Mitgliedern. Die Kommunalwahl am 9. Juni 2024 führte bei einer Wahlbeteiligung von 63,7 % zu folgendem Ergebnis:
| Partei / Wählergruppe                | Stimmenanteil 2019 | Sitze 2019 |  | Stimmenanteil 2024 | Sitze 2024 |
| ------------------------------------ | ------------------ | ---------- |  | ------------------ | ---------- |
| Unabhängige Wählergemeinschaft (UWG) | 53,0 %             | 7          |  | 66,3 %             | 9          |
| Soziale Bürger für Zinnowitz (BfZ)   | –                  | –          |  | 30,4 %             | 4          |
| Einzelbewerber Alexander Passow      | –                  | –          |  | 03,4 %             | 1          |
| CDU                                  | 22,5 %             | 3          |  | –                  | –          |
| Bürgergemeinschaft Zinnowitz         | 10,9 %             | 2          |  | –                  | –          |
| Allianz für Zinnowitz                | 08,7 %             | 1          |  | –                  | –          |
| SPD                                  | 04,9 %             | 1          |  | –                  | –          |
| Insgesamt                            | 100 %              | 14         |  | 100 %              | 14         |

### Bürgermeister
- 2010–2014: Uwe Wulff[18]
- 2014–2024: Peter Usemann[19]
- seit 2024: Fred Kruggel (UWG)

Usemann wurde in der Bürgermeisterwahl am 26. Mai 2019 mit 71,4 % der gültigen Stimmen in seinem Amt bestätigt. Bei der Bürgermeisterwahl am 9. Juni 2024 wurde Kruggel mit 76,0 % der gültigen Stimmen zu seinem Nachfolger gewählt. Seine Amtsdauer beträgt fünf Jahre.

### Wappen
| Wappen von Zinnowitz | Blasonierung: „Gespalten; vorn in Blau ein links gewendetes goldenes Seepferdchen; hinten in Silber ein grüner Eibenzweig mit roten Früchten.“ |
| Wappen von Zinnowitz | Wappenbegründung: In das Wappen wurde die Figur des Seepferdchens aus dem 1951 geschaffenen Gemeindewappen übernommen, das nicht den heraldischen Anforderungen entsprach. Es soll den Ort als Ostseebad symbolisieren. Mit dem Eibenzweig als redendes Zeichen soll bildlich Bezug zu dem aus dem Slawischen stammenden Ortsnamen (Tzys = Eibe), hergestellt werden. Die Schildfarben deuten auf die Zugehörigkeit der Gemeinde zum Landesteil Vorpommern. Das Wappen wurde von der Zinnowitzerin Cornelia Eisold gestaltet. Es wurde am 12. Mai 1995 durch das Ministerium des Innern genehmigt und unter der Nr. 82 der Wappenrolle des Landes Mecklenburg-Vorpommern registriert. |

### Flagge

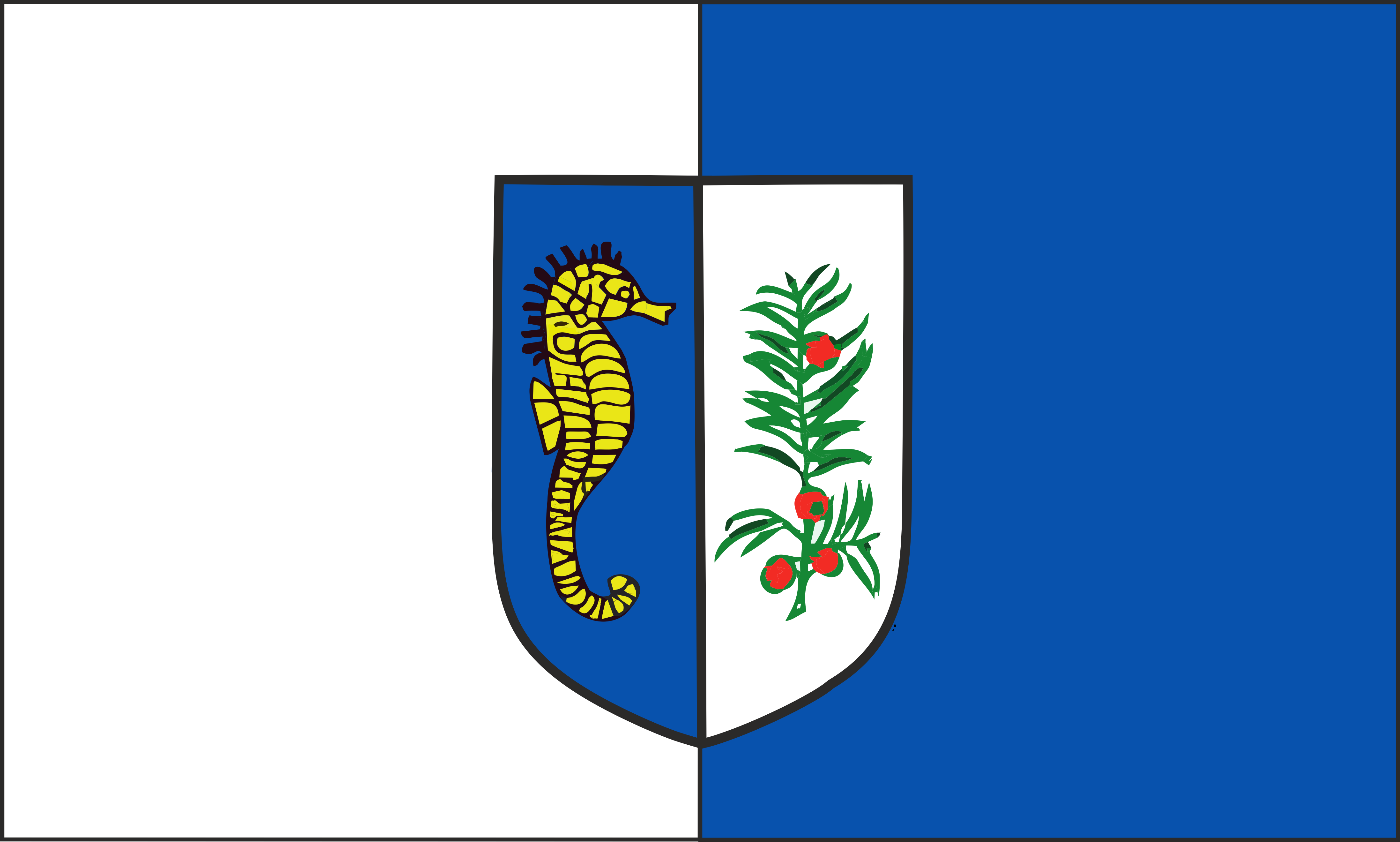
Flagge der Gemeinde Zinnowitz

Die Flagge wurde am 28. Februar 2000 durch das Ministerium des Innern genehmigt.
Die Flagge ist gleichmäßig und quer zur Längsachse des Flaggentuchs von Weiß und Blau gestreift. In der Mitte des Flaggentuchs liegt, auf jeweils ein Drittel der Länge des weißen und blauen Streifens übergreifend, das Gemeindewappen. Die Länge des Flaggentuchs verhält sich zur Höhe wie 5:3.

### Dienstsiegel
Das Dienstsiegel zeigt das Gemeindewappen mit der Umschrift „GEMEINDE OSTSEEBAD ZINNOWITZ“.

## Sehenswürdigkeiten
- Strandpromenade, landschaftlich gestaltet, mit einer Konzertmuschel genannten Freilichtbühne sowie mehreren Villen in Bäderarchitektur
- Seebrücke mit Tauchgondel
- Evangelische Kirche, neugotischer Backsteinbau von 1894/1895, dient neben kirchlichen Zwecken auch Konzerten und anderen Veranstaltungen
- Kulturhaus, im Umbau, 1953 bis 1957 im Stil des sozialistischen Klassizismus errichtet
- Heimatmuseum Zinnowitz
- Usedomer Kunsthaus Villa Meyer, seit 2002 wechselnde Ausstellungen und Galeriekonzerte
- Ostseebühne Zinnowitz mit 1300 Sitzplätzen, seit 1997 alljährlicher Schauplatz der Vineta-Festspiele
- Theater Blechbüchse, unmittelbar neben der Freilichtbühne, ebenfalls seit 1997 Spielort der Vorpommerschen Landesbühne
- Alter Rettungsschuppen der DGzRS in der Dünenstraße
- Ehemaliges Kindersanatorium Erich Steinfurth, 1991 geschlossen, dem Verfall preisgegeben, steht aber unter Denkmalschutz

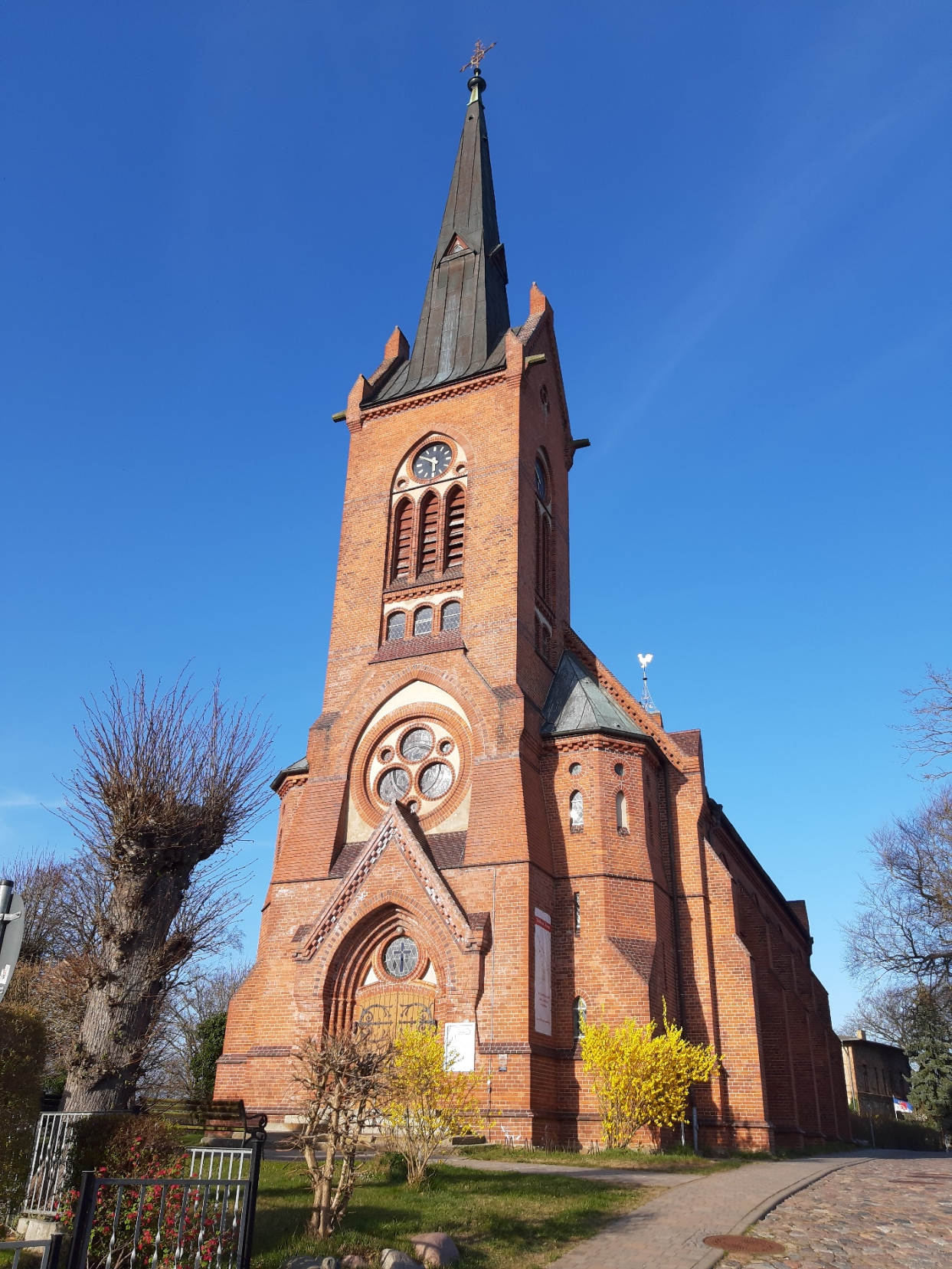
Kirche
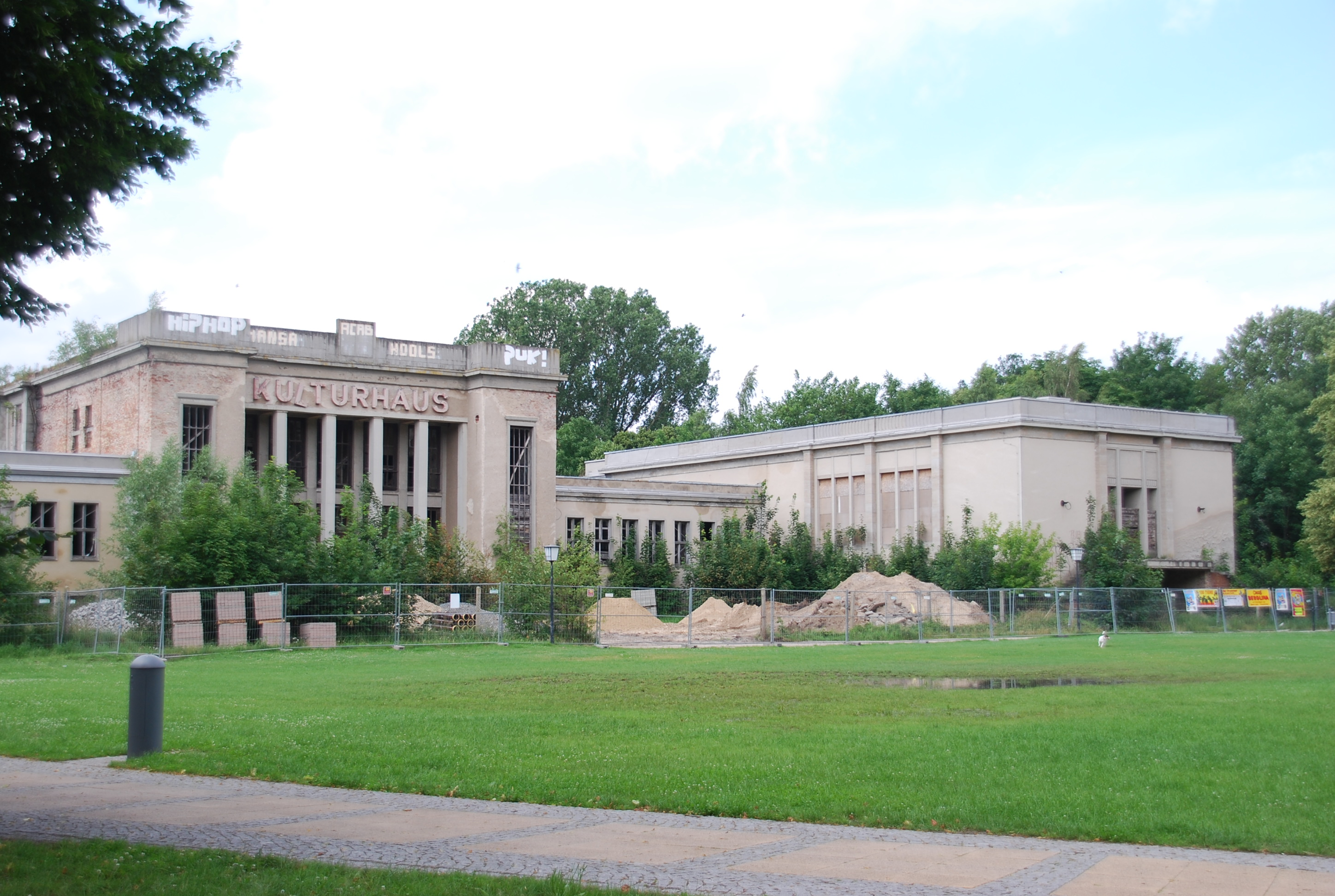
Kulturhaus
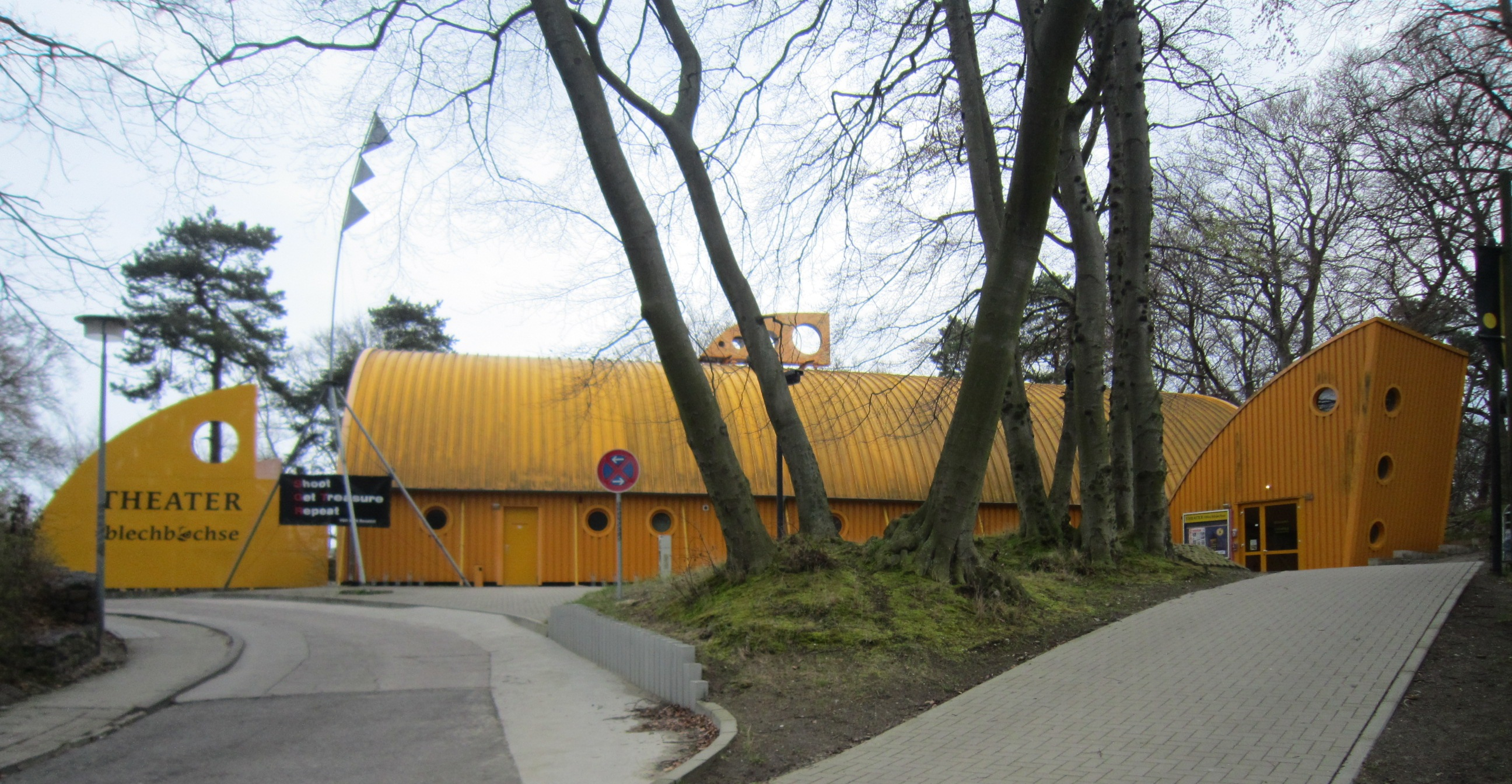
Theater Blechbüchse

## Wirtschaft und Infrastruktur
Die Gemeinde Zinnowitz ist überwiegend vom Fremdenverkehr geprägt. Es gibt einen Campingplatz.

### Verkehr

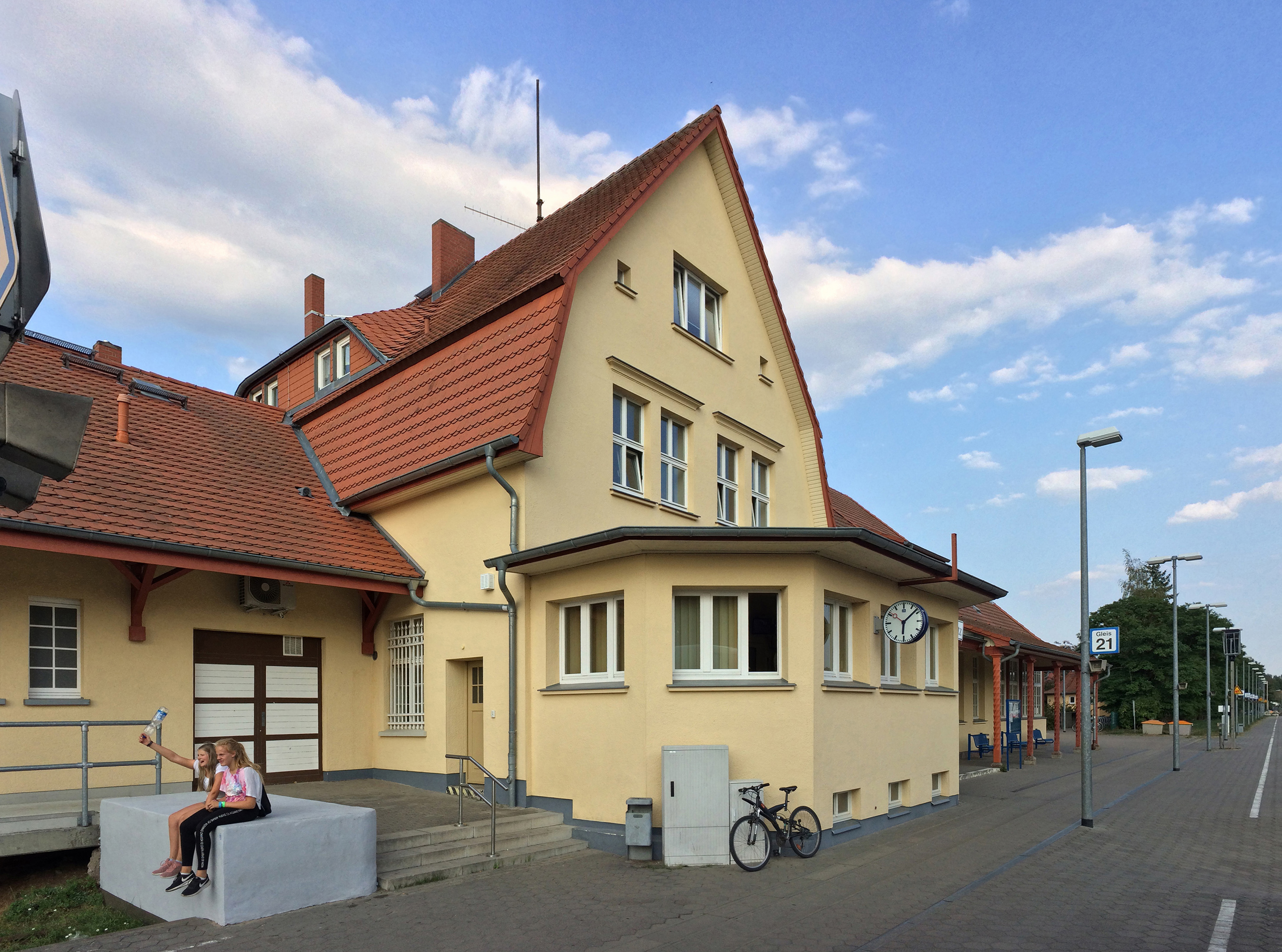
Bahnhof Zinnowitz

Durch Zinnowitz verläuft die Bundesstraße 111 von Wolgast nach Mellenthin im Süden der Insel Usedom.
Der Bahnhof Zinnowitz liegt an den Bahnstrecken Züssow–Wolgast–Ahlbeck und Zinnowitz–Peenemünde. Er wird von den Regionalbahnlinien RB 23 und RB 24 bedient.
Der Ostseeküsten-Radweg, der als eine der europäischen EuroVelo-Routen rund um die Ostsee führt, verbindet Zinnowitz mit den anderen Ostseebädern, aber auch mit Städten wie Kiel, Stralsund und Danzig.

### Bildung
- Grundschule Zinnowitz
- Freie Schule Zinnowitz
- Theaterakademie Vorpommern, Höhere Berufsfachschule für Theaterarbeit,  Schauspielschule der Vorpommerschen Landesbühne Anklam

### Sport
Das Internationale Tennisturnier von Zinnowitz wurde zwischen 1955 und 1990 in der Gemeinde ausgetragen. Es war das bedeutendste Tennisturnier in der DDR.

### Rettungsstation der DGzRS

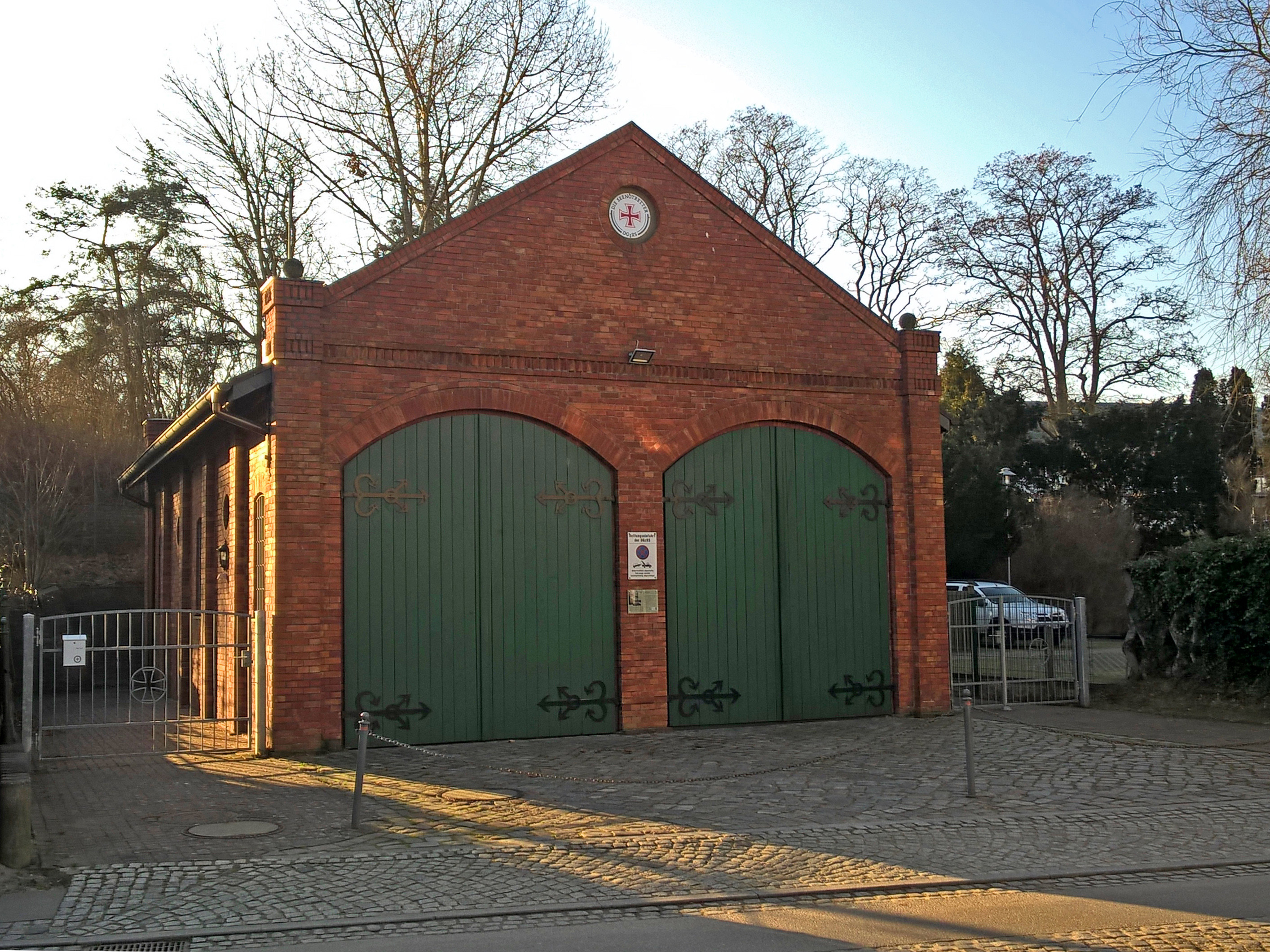
Der alte Rettungsschuppen

Seit 1882 besetzt die Deutsche Gesellschaft zur Rettung Schiffbrüchiger (DGzRS) eine Rettungsstation zur Seenotrettung auf der Ostsee. Der alte Rettungsschuppen von 1897 steht noch in der Dünenstraße und beherbergt ein Rettungsboot, das mit einem Traktor zum Strand und in den Einsatz gefahren werden kann. Für Einsätze auf dem Achterwasser liegt im Hafen von Zinnowitz ein weiteres Seenotrettungsboot.

## Persönlichkeiten
- Heinrich Mönch (1859–nach 1934), Baumeister, lebte in Zinnowitz
- Josef Alois Kessler (1862–1933), Erzbischof der römisch-katholischen Kirche in Russland, lebte zuletzt in Zinnowitz
- Margarete Müller (1887–1958), Politikerin (CDU), lebte in Zinnowitz
- Gerhard Lange (1933–2018), Geistlicher, von 1963 bis 1970 Rektor des St. Otto-Heims in Zinnowitz
- Jürgen Kern (* 1940), Schauspieler und Regisseur, ehemaliger Leiter der Theaterakademie Vorpommern in Zinnowitz
- Reinhard Meyer (* 1951), Maler, lebt in Zinnowitz
- Alexa Wien (* 1957), Kurdirektorin in Zinnowitz
- Jennifer Weist (* 1986), Rockmusikerin, Sängerin der Band Jennifer Rostock, wuchs in Zinnowitz auf